# コンクールリペリオ
コンクールリペリオ（ConCoolリペリオ）はウエルテックより発売されている歯周病予防用の歯磨剤である。2004年に発売が開始された。

## 概要
表層タンパク質を凝固することで組織内部における生体の修復を促し、血行促進することで組織の代謝を活発にし、歯肉活性化を促進させる事を目的とした歯磨剤である。

## 成分
- 湿潤剤/OIM（オーガニックイオニックミネラライズ）加水分解コンキオリン - コラーゲン等の増殖促進
- 薬用成分/塩化ナトリウム - 歯ぐきの引きしめ、血行促進作用
- 抗酸化剤/ビタミンE
- 清涼剤/生薬（トウキエキス等）- 血行促進作用